# Henry Woollett
Henry Winslow Woollett (ur. 5 sierpnia 1895 w Southwold, zm. 31 października 1969) – angielski as myśliwski z czasów I wojny światowej. Osiągnął 35 zwycięstw powietrznych. Należał do zaszczytnego grona Balloon Buster.
Henry Winslow Woollett urodził się Suffolk, jako syn lekarza. W latach 1907–1913 uczęszczał do jednej z najstarszych prywatnych szkół w Anglii - Wellingborough School. Przed wojną rozpoczął studia medyczne. Po wybuchu wojny został przyjęty do elitarnej jednostki Royal Lincolnshire Regiment. Został mianowany podoficerem i brał udział między innymi w bitwie o Gallipoli.
W 1916 roku na własną prośbę został przeniesiony do Royal Flying Corps po przejściu szkolenia z pilotażu został przydzielony do  eskadry myśliwskiej No. 24 Squadron RAF i latał na samolotach Airco najpierw DH.2, na którym odniósł pierwsze zwycięstwo powietrzne 5 kwietnia 1917 roku, a następnie na DH.5. Po odniesieniu 5 zwycięstw został przeniesiony na stanowisko instruktora lotnictwa do Anglii. 
W marcu 1918 roku powrócił na front do Francji i został przydzielony do No. 43 Squadron RAF. W jednostce latał na samolotach Sopwith Camel odnosząc do końca wojny jeszcze 30 potwierdzonych zwycięstw powietrznych, w tym 11 balonów obserwacyjnych. 12 kwietnia 1918 roku w ciągu dwóch lotów bojowych zestrzelił 6 samolotów niemieckich.
Po zakończeniu wojny w stopniu kapitana służył dalej w lotnictwie. Brał udział między innymi w walkach w Iraku w 1920 roku. W latach 1930–1931 był dowódcą No. 23 Squadron RAF.